# Fred Sinowatz
Fred Sinowatz (5. února 1929 – 11. srpna 2008) byl rakouský sociálně-demokratický (SPÖ) politik a v letech 1983–1986 kancléř Rakouska.

## Životopis

### Kariéra
Fred Sinowatz se narodil v Neufeld an der Leitha rodičům chorvatského původu. Vystudoval na filozofické fakultě univerzity ve Vídni. Kolem roku 1948 vstoupil do SPÖ. V letech 1964–1971 byl členem představenstva spolkové země Burgenland.
Ve vládě Bruna Kreiského byl ministrem školství. Nechal vzniknout sérii reforem vzdělávacího systému s cílem zlepšit sociální ochranu studentů a učitelů a zlepšení přístupu ke vzdělání. V roce 1981, poté, co odstoupil vicekancléř Hannes Androsch, se Sinowatz stal jeho nástupcem.

### Kancléř Rakouska
V roce 1983 odstoupil i Kreisky. Sinowatz jako další kancléř utvořil koalici s ÖVP. Tentýž rok byl zvolen novým předsedou SPÖ.
Jeho vláda musela čelit několika protestům, například při částečné privatizaci průmyslové skupiny Voest-Alpine AG, v roce 1985. Podobně také utrpěla jeho pověst téhož roku při aféře vývozu vín, do nichž se nelegálně přidával diethylenglykol, do Německa.
V roce 1986 Sinowatz odstoupil na protest proti zvolení Kurta Waldheima prezidentem. Až do roku 1988 předsedou SPÖ.